# Ngày Thơ Thế giới
Ngày Thơ Thế giới được cử hành vào ngày 21 tháng 3 hàng năm, nhằm nhấn mạnh thơ là nhu cầu xã hội, khuyến khích con người, đặc biệt là thế hệ trẻ tìm về cội nguồn.
Ngày lễ quốc tế này được UNESCO trong phiên họp ngày 15 tháng 11 năm 1999, đã quyết định chọn.

## Tại Việt Nam
Tại Việt Nam, ngày Thơ Việt Nam được tổ chức vào rằm tháng Giêng âm lịch hàng năm, nhằm tôn vinh thơ ca Việt Nam. Năm 2003, ngày Thơ Việt Nam được tổ chức lần đầu tiên tại Văn Miếu - Quốc Tử Giám, Hà Nội.